# Historie prawdziwe
Historie prawdziwe – siódma płyta zespołu The Bill nagrana z udziałem sekcji dętej.

## Lista utworów
1. "Do przyjaciela" – 3:00
2. "Odejdę" – 4:08
3. "Druga w nocy" – 3:46
4. "Chwile" – 3:22
5. "Ty i ja" – 4:22
6. "Człowiek" – 2:50
7. "Naprzeciw światu" – 3:58
8. "Schron" – 4:13
9. "Twoja ulica" – 3:25
10. "W poczekalni" – 3:02
11. "Rozmowa" – 6:50
12. "Love" – 3:55

## Twórcy
- Dariusz "Kefir" Śmietanka – gitara, wokal
- Maciej "McKurczak" Stępień – gitara basowa, wokal
- Sebastian Stańczak – gitara elektryczna
- Robert "Mielony" Mielniczuk – perkusja